# Vivo S.A.
Vivo Participacoes S.A.  (Vivo) — бразильская телекоммуникационная компания, лидер рынка сотовой связи страны. Штаб-квартира компании расположена в Сан-Паулу.

## История
Компания основана в 1998 году путём слияния нескольких телекоммуникационных операторов: Telesp Celular, Global Telecom, Norte Brasil Telecom (контролировались португальской Portugal Telecom) и Telefónica Celular, Telebahia Celular, Telergipe Celular (принадлежали испанской Telefónica).
Торговая марка Vivo была запущена в 2003 году. До 2006 года группа состояла из шести отдельных компаний (полностью слияние было завершено в 22 февраля 2006 года). В 2000-х годах Vivo Participacoes поглотила такие компании как TCO Celular и Telemig Celular.

## Собственники и руководство
Основной владелец Vivo — компания Brasilcel (60 %), принадлежащая на паритетной основе Telefónica и Portugal Telecom.
Председатель совета директоров компании — Луис Мигель Гильперес Лопес (Luís Miguel Gilpérez López). Главный управляющий — Роберто Оливейра де Лимо (Roberto Oliveira de Lima).

## Деятельность
Сотовые сети компании строятся на технологиях UMTS 3G, GSM и CDMA (сейчас в крупных городах идёт переход на технологию CDMA2000). Помимо услуг голосовой связи, оператор предоставляет услуги доступа в интернет, передачи мультимедийных сообщений и т. д. В конце 2009 года Vivo обслуживала 51,7 млн абонентов.
Также компания занимается розничной торговлей мобильными устройствами (на 31 декабря 2009 года у неё было 336 торговых точек в Бразилии).

### Показатели деятельности
Численность персонала — 12,7 тыс. человек (2009 год). Выручка компании за 2009 год составила $9,4 млрд (за 2008 год — $6,6 млрд), операционная прибыль — $1,1 млрд ($820 млн), чистая прибыль — $492 млн ($214 млн).